# 西八街-紐約水族館車站
西八街-紐約水族館車站（英語：West Eighth Street–New York Aquarium station）是紐約地鐵BMT布萊頓線和IND卡爾弗線的車站，位於已經廢棄的紐約及康尼島鐵路的車站上，布魯克林康尼島半島西8街向東和蘇爾夫大道以北交界，設有F線（任何時候停站）及Q線（任何時候停站）列車服務。

## 車站結構
| 3F | 側式月台，右側開門 | 側式月台，右側開門            |
| 3F | 南行               | 往康尼島-斯提威爾大道（總站） |
| 3F | 北行               | 往96街（海洋公園道）          |
| 3F | 側式月台，右側開門 |                               |
| 2F | 側式月台，右側開門 | 側式月台，右側開門            |
| 2F | 南行               | 往康尼島-斯提威爾大道（總站） |
| 2F | 北行               | 往牙買加-179街（內普群大道）  |
| 2F | 側式月台，右側開門 |                               |
| G  | 街道層             | 出入口、閘機層                |

此站在各層都設有兩個側式月台和兩條軌道，BMT布萊頓線現時使用上層，IND卡爾弗線則使用下層。

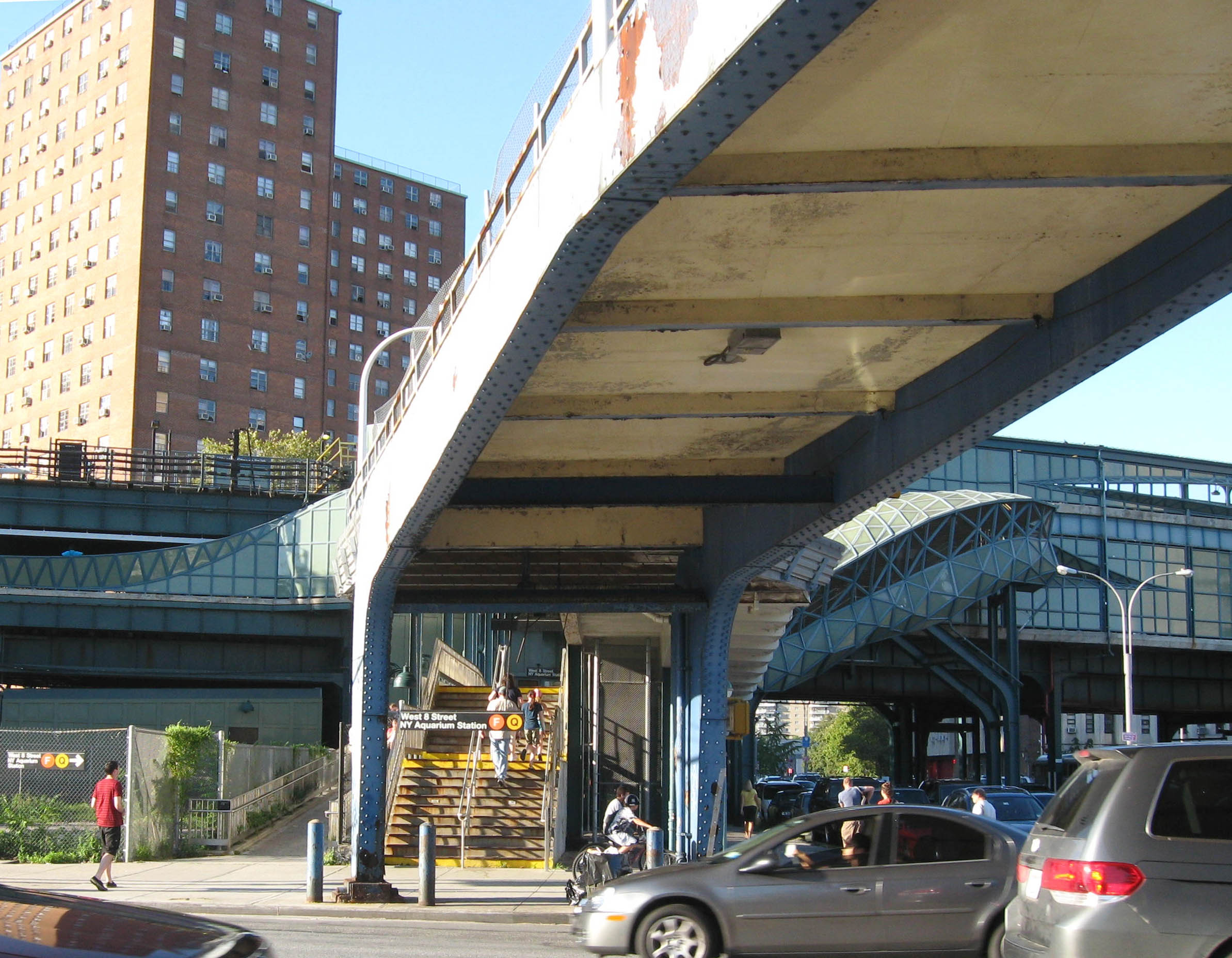
往水族館的街梯及行人高架橋，2013年8月拆除

## 外部連結
- nycsubway.org—Station: West 8th Street (Brighton/Culver Line)
- The Subway Nut - West Eighth Street Pictures （页面存档备份，存于）
- MTA's Arts For Transit — West 8th Street–New York Aquarium
- West Eighth Street entrance from Google Maps Street View
- Surf Avenue entrance from Google Maps Street View
- Upper level from Google Maps Street View